# Berta de Aragón

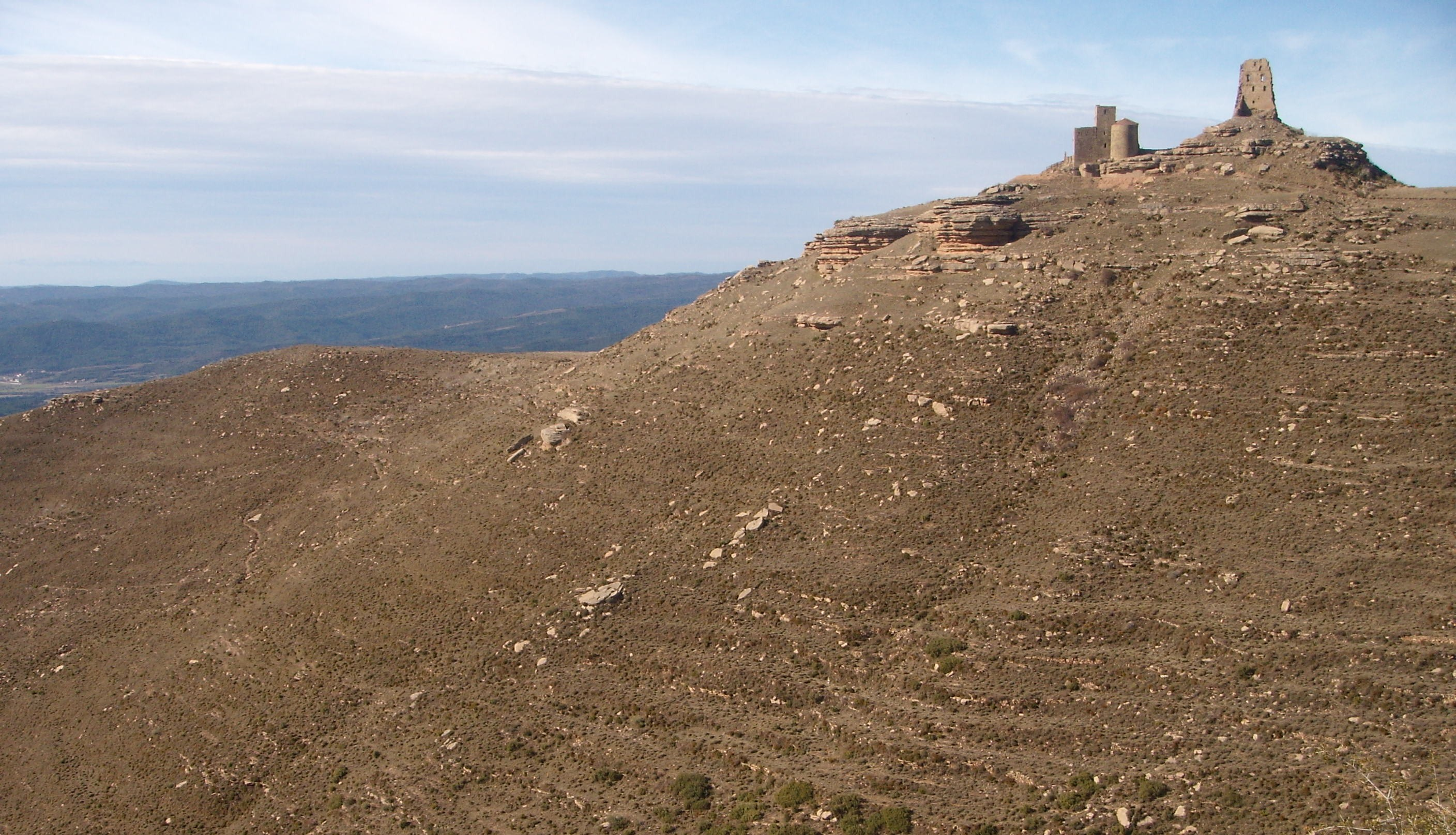
Castillo de Marcuello, desde el que gobernaba Berta de Aragón.

Berta de Aragón (h. 1075-1110) o Berta de Saboya y Aquitania, hija de Pedro I de Saboya y de otra Inés de Aquitania fue una reina consorte de Aragón y de Pamplona.

## Contexto histórico
Lo poco que los historiadores conocen sobre ella es a partir de su estancia en Aragón en calidad de esposa de Pedro I de Aragón. Al morir su esposo se sabe que vivió al pie de la sierra de Marcuello como "reina" de un conjunto de pueblos organizados como Estado denominado popularmente "El Reino de los Mallos"    (Agüero, Murillo, Riglos, Marcuello, Ayerbe, Sangarrén y Callén) y que emitía documentos, todo ello por la gracia de su difunto esposo y con el consentimiento de su cuñado Alfonso I de Aragón".  Hija de Pedro de Saboya y de otra Inés de Aquitania
Los investigadores históricos han podido sacar algunas conclusiones si no directas, al menos con la ayuda del estudio de los documentos de su época, barajando datos, conclusiones que a la larga han sido rodeadas por otras personas de una aureola de romanticismo que roza la fantasía. El genealogista Szabolcs de Vajay después de unos trabajos de investigación, hace conjeturas sobre el origen italiano de Berta añadiendo: podría ser del círculo familiar de la emperatriz Berta de Suze. 

## Berta en Aragón
Al morir Inés de Aquitania (la primera esposa de Pedro I) el día 6 de junio de 1095, dejó un hijo varón, Pedro, y una hija, Inés, menores de edad y, parece ser, con poca vida. El problema de sucesión en el reino de Aragón y en el reino de Pamplona era un tanto inquietante. En el reino de Aragón se creía que los reyes eran seres sobrenaturales, seleccionados directamente por Dios para este menester, y los poderes reales debían pasar por línea directa de padres a hijos o a hermanos.
Con herederos al trono tocados por la muerte se buscó una mujer para fecundar hijos del rey, herederos al reino; la elegida fue Berta; se casó con Pedro I el día 16 de agosto de 1097 en la catedral de Huesca.
Los dos hijos del primer matrimonio, Pedro e Isabel, habían muerto para el año 1104 y el rey Pedro necesitaba un heredero. No tuvieron hijos y Pedro murió al año siguiente. 
A la muerte de Pedro I su viuda doña Berta se quedó en Aragón durante un año. Era éste el plazo imprescindible ya que, podía alumbrar un hijo del rey difunto. Es norma general de derecho común. Pero no hubo niño, así es que doña Berta no pudo seguir en el reino como regente, según las leyes existentes en Aragón:
- Según la norma de sucesión al reino de Aragón: "El futuro Rey debe ser el hijo primogénito varón de matrimonio legítimo, canónico, y en el que haya mediado la entrega de dote o arras por parte del marido".
- En caso de faltar el primogénito, pasa al siguiente y de no haber hijos la sucesión pasa al hermano varón, posterior, del difunto; en este caso ese hermano era Alfonso I el batallador.
- Las reinas no pueden ejecutar los poderes reales; aunque, cuando vengan por línea directa -que no es el caso- sí que sean trasmisoras.
- Por esta norma se entiende que Alfonso I el Batallador es rey de Aragón por derecho propio y no puede haber regencia por parte de su cuñada doña Berta.

A pesar de todo se sabe por los documentos hallados que doña Berta sigue firmando asuntos importantes con el título de reina. Firma con título de reina por ser el título jerárquico que posee (al haber sido esposa de rey) y que una vez viuda no pierde. La reina Felicia (madre de Alfonso I), tampoco perdió ni su título ni su dote (Ardanés, Bailo y Biel) por quedar viuda de su esposo Sancho Ramírez. En los documentos que extiende la reina Berta respeta el escalafón de autoridad; primero va el rey, después ella, los tenentes y obispos; es decir: depende del rey. En los documentos que extiende el rey Alfonso I de Aragón, no la reconoce como reina de ningún territorio; existiría evocación al supuesto convenio.
El reinado de la reina Berta es atípico y único no el reinado en sí, sino la circunstancia. Por primera vez, en Aragón, queda viuda una reina consorte sin descendencia.
La corona de Aragón y Pamplona pasaron a Alfonso que era medio hermano de Pedro.
Berta tenía una dote, pero Alfonso se apoderó de todas las tierras de Pedro. No se sabe cuándo o dónde murió Berta.
No hay documentación para poderle seguir el rastro desde que abandonó Aragón. Algunos historiadores opinan que se fue a Francia y otros dicen que a Italia, pero no hay nada fundamentado. Los últimos documentos conservados son por los años de matrimonio de Alfonso I y Urraca de Castilla. Una canción popular revela: "a una reina que escapó con su amante", y habla de una reina triste que se fue con un caballero.

## La dote de la reina
En las normas existentes para el funcionamiento del reino, se dice que la existencia de dote en el matrimonio puede condicionar que los futuros hijos puedan ser o no reyes de Aragón. La existencia de dote en el matrimonio de Berta es una de las claves para pensar: "La reina se buscó como madre de reyes".
Estas poblaciones que constituyen la dote no se entregan con título de reino. Se le dan a la reina para que las posea y gobierne, pero siempre de mano del rey. En este tiempo la tierra estaba gobernada mediante un sistema de "honores". Las honores constaban de un núcleo fortificado y del territorio que lo rodeaba. Sobre los habitantes de estas honores pesaban una serie de tributos por el cultivo del suelo, que suponía la novena o décima parte de la cosecha, y por el instrumento de cultivo de la tierra (pareja de bueyes o azada), que consistía en un número establecido de gallinas, carneros, medidas de cereales, panes, vino o quesos.
Las poblaciones que formaron la dote de la reina Berta, tuvieron tenentes durante los años de su gobierno. El tenente era una persona, sénior, al que el monarca entregaba la honor para que la gobernase en tenencia. El tenente ejercía las funciones delegadas del rey, tanto en administración como en ejecución de la justicia. Los ingresos se repartían en partes iguales entre el tenente y el rey, en caso de tierras dotales con la reina.
La reina es la propietaria de la dote en estas condiciones: El rey Pedro I, su marido, (para hacer donaciones de la dote de la reina Berta) está obligado a conseguirle permiso y firmará los documentos con su autorización.

## Normas de sucesión desde el siglo XII
En el Reino de Aragón, desde el siglo XII existen una serie de normas que son mandatos del rey, en su sistema jerárquico, superado únicamente por Dios; no están escritas en ningún sitio; pero se van averiguando en los documentos de la época que, al respecto, han ido llegando a nuestros días, tales como:
- Carta de arras de Ramiro I de Aragón, dadas a su esposa Gisberga, en 1036.
- Testamentos de Ramiro I de 1059 y 1061.
- Varios documentos de Pedro I y Alfonso I, en que hay reseñas sobre la dote de la reina Felicia.
- Compromisos alcanzados por Alfonso I y Urraca de Castilla para regular su matrimonio.
- Documentos de Pedro I y su esposa Berta que dan noticias de las tierras dotales de ella.
- Documentos que regulan los desposorios y matrimonio de Petronila de Aragón con el conde Ramón Berenguer IV de Barcelona.
- Carta de prohijamiento de Sancho VII de Navarra con Jaime I de Aragón.

El estudio de todos estos documentos muestra claramente elementos de aplicación de esas pautas en la sucesión de los reyes de Aragón que, desde Ramiro I durante casi 500 años, fueron una de las causas que permitieron la gran expansión de la Corona de Aragón.
Según la norma de sucesión al reino de Aragón: El futuro Rey debe ser el hijo primogénito varón de matrimonio legítimo, canónico, y en el que haya mediado la entrega de dote o arras por parte del marido. En caso de faltar el primogénito, pasa al siguiente y de no haber hijos, la sucesión pasa al hermano varón posterior del difunto; en el caso de Pedro I y su mujer Berta este hermano fue Alfonso I el Batallador.
Las reinas no pueden ejecutar los poderes reales, sólo pueden ser transmisoras; por esta norma se entiende que Alfonso I el Batallador es rey de Aragón por derecho propio. Y además Alfonso el Batallador debió recibir íntegras las tierras patrimoniales heredadas por su hermano y la potestad real sobre ellas. Hay una cláusula a este respecto que dice: Es obligatorio transmitir al heredero los bienes patrimoniales que se han recibido del antecesor, sin disminución alguna. No se puede fraccionar la tierra ni la potestad real.

## Solución a casos similares
- Juan I el Cazador casó sucesivamente con Marta de Armagnac y con Violante de Bar, de las que no tuvo descendencia masculina. A su muerte le sucedió su hermano Martín I el Humano.
- Martín I casó en segundas nupcias con Margarita de Prades, de la que no tuvo descendencia. El problema sucesorio se resolvió mediante el Compromiso de Caspe que concedió el trono a Fernando I el de Antequera.
- Alfonso V el Magnánimo, casado con María de Castilla, murió sin hijo legítimo (tuvo un hijo bastardo, Fernando, que heredó parte de sus posesiones en Italia). Le sucedió en el trono de la Corona de Aragón su hermano Juan II.
- Fernando II el Católico se casó en segundas nupcias con Germana de Foix de la que tuvo un hijo varón que murió a las pocas horas de nacer; hubiera sido el futuro rey de Aragón. Heredera de las coronas de Aragón y Castilla, Juana I de Castilla, trasmitió todos los reinos a su hijo Carlos I.